# Liste des planètes mineures non numérotées découvertes en juin 2020
Pour un article plus général, voir Liste des planètes mineures non numérotées découvertes en 2020.
Pour un article plus général, voir Liste des planètes mineures.
Cet article dresse la liste des planètes mineures (astéroïdes, centaures, objets transneptuniens et assimilés) non numérotées découvertes en juin 2020 dans l'ordre de leur découverte.
Au 15 janvier 2025, 661 077 des 1 434 993 planètes mineures répertoriées par le Centre des planètes mineures ne sont pas encore numérotées, soit 46,07 %.

## Rappel concernant la désignation provisoire
La désignation provisoire indique l'ordre de découverte de ces objets. En effet, cette désignation est composée de l'année de découverte (par exemple 2020) suivie de la quinzaine (demi-mois) de découverte (p.e. A = 1-15 janvier) puis de l'ordre de découverte dans cette quinzaine. Cet ordre est indiqué par une lettre et éventuellement un chiffre comme suit : A pour la première découverte, B pour la deuxième, ..., Z pour la 25e (le I n'est pas utilisé pour éviter la confusion avec 1), A1 pour la 26e, B1 pour la 27e, etc. , Z1 pour la 50e, A2 pour la 51e, B2 pour la 52e, etc. L'ordre de la numérotation ne suit donc pas l'ordre alphanumérique. 2020 AA1 suit ainsi 2020 AZ et précède 2020 AB1.

## Liste

### Du1erau 15 juin 2020
- 2020 LA
- 2020 LB
- 2020 LC
- 2020 LD
- 2020 LE
- 2020 LF
- 2020 LG
- 2020 LH
- 2020 LJ
- 2020 LK
- 2020 LL
- 2020 LM
- 2020 LN
- 2020 LO
- 2020 LP
- 2020 LQ
- 2020 LR
- 2020 LS
- 2020 LT
- 2020 LV
- 2020 LW
- 2020 LX
- 2020 LY
- 2020 LA1
- 2020 LB1
- 2020 LD1
- 2020 LE1
- 2020 LF1
- 2020 LG1
- 2020 LH1
- 2020 LL1
- 2020 LM1
- 2020 LN1
- 2020 LO1
- 2020 LQ1
- 2020 LR1
- 2020 LT1
- 2020 LV1
- 2020 LW1
- 2020 LX1
- 2020 LY1
- 2020 LZ1
- 2020 LA2
- 2020 LC2
- 2020 LD2
- 2020 LE2
- 2020 LF2
- 2020 LG2
- 2020 LH2
- 2020 LJ2
- 2020 LK2
- 2020 LL2
- 2020 LM2
- 2020 LR2
- 2020 LS2
- 2020 LT2
- 2020 LB3
- 2020 LC3
- 2020 LD3
- 2020 LE3
- 2020 LH3
- 2020 LK3
- 2020 LM3
- 2020 LN3
- 2020 LO3
- 2020 LP3
- 2020 LQ3
- 2020 LR3
- 2020 LT3
- 2020 LV3
- 2020 LW3
- 2020 LX3
- 2020 LY3
- 2020 LZ3
- 2020 LA4
- 2020 LB4
- 2020 LC4
- 2020 LD4
- 2020 LE4
- 2020 LF4
- 2020 LG4
- 2020 LH4
- 2020 LJ4
- 2020 LK4
- 2020 LL4
- 2020 LN4
- 2020 LO4
- 2020 LP4
- 2020 LQ4
- 2020 LS4
- 2020 LU4
- 2020 LV4
- 2020 LX4
- 2020 LY4
- 2020 LZ4
- 2020 LA5
- 2020 LB5
- 2020 LC5
- 2020 LD5
- 2020 LE5
- 2020 LF5
- 2020 LH5
- 2020 LJ5
- 2020 LK5
- 2020 LL5
- 2020 LM5
- 2020 LN5
- 2020 LP5
- 2020 LQ5
- 2020 LR5
- 2020 LS5
- 2020 LT5
- 2020 LU5
- 2020 LV5
- 2020 LW5
- 2020 LX5
- 2020 LY5
- 2020 LZ5
- 2020 LA6
- 2020 LB6
- 2020 LC6
- 2020 LD6
- 2020 LE6
- 2020 LF6
- 2020 LG6
- 2020 LH6
- 2020 LJ6
- 2020 LK6
- 2020 LL6
- 2020 LM6
- 2020 LN6
- 2020 LO6
- 2020 LP6
- 2020 LQ6
- 2020 LR6
- 2020 LS6
- 2020 LT6
- 2020 LU6
- 2020 LW6
- 2020 LX6
- 2020 LY6
- 2020 LZ6
- 2020 LA7
- 2020 LB7
- 2020 LC7
- 2020 LD7
- 2020 LE7
- 2020 LF7
- 2020 LG7
- 2020 LH7
- 2020 LJ7
- 2020 LK7
- 2020 LL7
- 2020 LN7
- 2020 LO7
- 2020 LR7
- 2020 LS7
- 2020 LU7
- 2020 LV7
- 2020 LW7
- 2020 LX7
- 2020 LY7
- 2020 LZ7
- 2020 LA8
- 2020 LB8
- 2020 LC8
- 2020 LD8
- 2020 LE8
- 2020 LF8
- 2020 LG8
- 2020 LH8
- 2020 LJ8
- 2020 LK8
- 2020 LL8
- 2020 LM8
- 2020 LN8
- 2020 LO8
- 2020 LP8
- 2020 LQ8
- 2020 LR8
- 2020 LU8
- 2020 LV8
- 2020 LW8
- 2020 LX8
- 2020 LY8
- 2020 LZ8
- 2020 LA9
- 2020 LB9
- 2020 LC9
- 2020 LD9
- 2020 LE9
- 2020 LG9
- 2020 LH9
- 2020 LJ9
- 2020 LK9
- 2020 LM9
- 2020 LN9
- 2020 LO9
- 2020 LP9
- 2020 LQ9
- 2020 LR9
- 2020 LS9
- 2020 LT9
- 2020 LU9
- 2020 LV9
- 2020 LW9
- 2020 LX9
- 2020 LY9
- 2020 LZ9
- 2020 LA10
- 2020 LB10
- 2020 LC10
- 2020 LD10
- 2020 LF10
- 2020 LG10
- 2020 LJ10
- 2020 LK10
- 2020 LL10
- 2020 LM10
- 2020 LN10
- 2020 LO10
- 2020 LP10
- 2020 LQ10
- 2020 LR10
- 2020 LS10
- 2020 LT10
- 2020 LU10
- 2020 LV10
- 2020 LW10
- 2020 LX10
- 2020 LY10
- 2020 LZ10
- 2020 LA11
- 2020 LB11
- 2020 LC11
- 2020 LD11
- 2020 LE11
- 2020 LF11
- 2020 LG11
- 2020 LH11
- 2020 LJ11
- 2020 LK11
- 2020 LM11
- 2020 LN11
- 2020 LO11
- 2020 LR11
- 2020 LS11
- 2020 LT11
- 2020 LU11
- 2020 LV11
- 2020 LW11
- 2020 LX11
- 2020 LZ11
- 2020 LA12
- 2020 LB12
- 2020 LC12
- 2020 LD12
- 2020 LF12
- 2020 LG12
- 2020 LH12
- 2020 LJ12
- 2020 LM12
- 2020 LN12
- 2020 LP12
- 2020 LQ12
- 2020 LR12
- 2020 LS12
- 2020 LU12
- 2020 LV12
- 2020 LW12
- 2020 LX12
- 2020 LY12
- 2020 LZ12
- 2020 LA13
- 2020 LB13
- 2020 LC13
- 2020 LD13
- 2020 LE13
- 2020 LF13
- 2020 LG13
- 2020 LH13
- 2020 LJ13
- 2020 LK13
- 2020 LL13
- 2020 LM13
- 2020 LO13
- 2020 LP13
- 2020 LR13
- 2020 LU13
- 2020 LV13
- 2020 LW13
- 2020 LY13
- 2020 LC14
- 2020 LD14
- 2020 LE14
- 2020 LF14
- 2020 LG14
- 2020 LJ14
- 2020 LK14
- 2020 LL14
- 2020 LM14
- 2020 LN14
- 2020 LO14
- 2020 LP14
- 2020 LQ14
- 2020 LR14
- 2020 LS14
- 2020 LU14
- 2020 LV14
- 2020 LW14
- 2020 LX14
- 2020 LY14
- 2020 LD15
- 2020 LE15
- 2020 LF15
- 2020 LG15
- 2020 LH15
- 2020 LJ15
- 2020 LM15
- 2020 LN15
- 2020 LP15
- 2020 LQ15
- 2020 LR15
- 2020 LS15
- 2020 LT15
- 2020 LU15
- 2020 LV15
- 2020 LW15
- 2020 LX15
- 2020 LY15
- 2020 LZ15
- 2020 LA16
- 2020 LB16
- 2020 LC16
- 2020 LD16
- 2020 LE16
- 2020 LF16
- 2020 LG16
- 2020 LH16
- 2020 LJ16
- 2020 LK16
- 2020 LL16
- 2020 LM16
- 2020 LN16
- 2020 LO16
- 2020 LP16
- 2020 LQ16
- 2020 LR16
- 2020 LT16
- 2020 LU16
- 2020 LW16
- 2020 LX16
- 2020 LY16
- 2020 LZ16
- 2020 LA17
- 2020 LB17
- 2020 LC17
- 2020 LD17
- 2020 LE17
- 2020 LF17
- 2020 LG17
- 2020 LH17
- 2020 LJ17
- 2020 LK17
- 2020 LL17
- 2020 LM17
- 2020 LN17
- 2020 LO17
- 2020 LP17
- 2020 LQ17
- 2020 LR17
- 2020 LS17
- 2020 LT17
- 2020 LU17
- 2020 LX17
- 2020 LY17
- 2020 LZ17
- 2020 LA18
- 2020 LB18
- 2020 LC18
- 2020 LD18
- 2020 LE18
- 2020 LG18
- 2020 LJ18
- 2020 LK18
- 2020 LL18
- 2020 LM18
- 2020 LN18
- 2020 LO18
- 2020 LP18
- 2020 LQ18
- 2020 LR18
- 2020 LS18
- 2020 LT18
- 2020 LU18
- 2020 LV18
- 2020 LW18
- 2020 LX18
- 2020 LY18
- 2020 LZ18
- 2020 LA19
- 2020 LB19
- 2020 LC19
- 2020 LD19
- 2020 LE19
- 2020 LF19
- 2020 LG19
- 2020 LH19
- 2020 LJ19
- 2020 LK19
- 2020 LL19
- 2020 LM19
- 2020 LC20
- 2020 LE20
- 2020 LF20
- 2020 LG20
- 2020 LH20
- 2020 LK20
- 2020 LL20
- 2020 LM20
- 2020 LN20
- 2020 LO20
- 2020 LP20
- 2020 LQ20
- 2020 LR20
- 2020 LS20
- 2020 LT20
- 2020 LU20
- 2020 LV20
- 2020 LW20
- 2020 LX20
- 2020 LY20
- 2020 LZ20
- 2020 LA21
- 2020 LB21
- 2020 LC21
- 2020 LD21
- 2020 LE21
- 2020 LF21
- 2020 LG21
- 2020 LH21
- 2020 LJ21
- 2020 LK21
- 2020 LL21
- 2020 LM21
- 2020 LN21
- 2020 LO21
- 2020 LP21
- 2020 LQ21
- 2020 LR21
- 2020 LS21
- 2020 LT21
- 2020 LU21
- 2020 LV21
- 2020 LW21
- 2020 LX21
- 2020 LY21
- 2020 LZ21
- 2020 LA22
- 2020 LB22
- 2020 LC22
- 2020 LD22
- 2020 LE22
- 2020 LF22
- 2020 LG22
- 2020 LH22
- 2020 LJ22
- 2020 LK22
- 2020 LL22
- 2020 LM22
- 2020 LN22
- 2020 LO22
- 2020 LQ22
- 2020 LR22
- 2020 LS22
- 2020 LT22
- 2020 LU22
- 2020 LV22
- 2020 LW22
- 2020 LX22
- 2020 LY22
- 2020 LZ22
- 2020 LA23
- 2020 LB23
- 2020 LC23
- 2020 LE23
- 2020 LF23
- 2020 LG23
- 2020 LH23
- 2020 LJ23
- 2020 LK23
- 2020 LL23
- 2020 LM23
- 2020 LN23
- 2020 LO23
- 2020 LP23
- 2020 LQ23
- 2020 LR23
- 2020 LS23
- 2020 LT23
- 2020 LU23
- 2020 LV23
- 2020 LW23
- 2020 LX23
- 2020 LY23
- 2020 LZ23
- 2020 LA24
- 2020 LB24
- 2020 LC24
- 2020 LD24
- 2020 LE24
- 2020 LF24
- 2020 LG24
- 2020 LH24
- 2020 LJ24
- 2020 LK24
- 2020 LL24
- 2020 LM24
- 2020 LN24
- 2020 LO24
- 2020 LP24
- 2020 LQ24
- 2020 LR24
- 2020 LS24
- 2020 LT24
- 2020 LU24
- 2020 LV24
- 2020 LW24
- 2020 LX24
- 2020 LY24
- 2020 LZ24
- 2020 LA25
- 2020 LB25
- 2020 LC25
- 2020 LD25
- 2020 LE25
- 2020 LF25
- 2020 LG25
- 2020 LH25
- 2020 LJ25
- 2020 LL25
- 2020 LM25
- 2020 LN25
- 2020 LO25
- 2020 LP25
- 2020 LQ25
- 2020 LR25
- 2020 LS25
- 2020 LT25
- 2020 LU25
- 2020 LV25
- 2020 LW25

### Du 16 au 30 juin 2020
- 2020 MA
- 2020 MB
- 2020 MC
- 2020 MD
- 2020 ME
- 2020 MF
- 2020 MG
- 2020 MH
- 2020 MJ
- 2020 MK
- 2020 ML
- 2020 MM
- 2020 MO
- 2020 MP
- 2020 MR
- 2020 MS
- 2020 MT
- 2020 MU
- 2020 MV
- 2020 MW
- 2020 MX
- 2020 MY
- 2020 MZ
- 2020 MA1
- 2020 MB1
- 2020 MC1
- 2020 MD1
- 2020 ME1
- 2020 MF1
- 2020 MH1
- 2020 ML1
- 2020 MM1
- 2020 MN1
- 2020 MO1
- 2020 MP1
- 2020 MQ1
- 2020 MR1
- 2020 MS1
- 2020 MT1
- 2020 MU1
- 2020 MV1
- 2020 MW1
- 2020 MX1
- 2020 MY1
- 2020 MZ1
- 2020 MA2
- 2020 MB2
- 2020 MC2
- 2020 MD2
- 2020 ME2
- 2020 MF2
- 2020 MG2
- 2020 MH2
- 2020 MJ2
- 2020 MK2
- 2020 ML2
- 2020 MM2
- 2020 MN2
- 2020 MO2
- 2020 MP2
- 2020 MQ2
- 2020 MR2
- 2020 MS2
- 2020 MT2
- 2020 MU2
- 2020 MV2
- 2020 MW2
- 2020 MX2
- 2020 MY2
- 2020 MZ2
- 2020 MA3
- 2020 MB3
- 2020 MC3
- 2020 MD3
- 2020 ME3
- 2020 MF3
- 2020 MG3
- 2020 MH3
- 2020 MJ3
- 2020 MK3
- 2020 ML3
- 2020 MM3
- 2020 MN3
- 2020 MO3
- 2020 MQ3
- 2020 MR3
- 2020 MS3
- 2020 MT3
- 2020 MU3
- 2020 MW3
- 2020 MX3
- 2020 MY3
- 2020 MZ3
- A/2020 M4
- 2020 MA4
- 2020 MB4
- 2020 MC4
- 2020 MD4
- 2020 ME4
- 2020 MF4
- 2020 MG4
- 2020 MH4
- 2020 MJ4
- 2020 ML4
- 2020 MM4
- 2020 MN4
- 2020 MO4
- 2020 MP4
- 2020 MQ4
- 2020 MR4
- 2020 MU4
- 2020 MV4
- 2020 MX4
- 2020 MZ4
- 2020 MA5
- 2020 MC5
- 2020 MD5
- 2020 ME5
- 2020 MF5
- 2020 MG5
- 2020 MH5
- 2020 MJ5
- 2020 MK5
- 2020 ML5
- 2020 MM5
- 2020 MN5
- 2020 MO5
- 2020 MP5
- 2020 MQ5
- 2020 MR5
- 2020 MS5
- 2020 MT5
- 2020 MU5
- 2020 MV5
- 2020 MW5
- 2020 MX5
- 2020 MZ5
- 2020 MB6
- 2020 MC6
- 2020 ME6
- 2020 MG6
- 2020 MH6
- 2020 MJ6
- 2020 MK6
- 2020 MM6
- 2020 MP6
- 2020 MQ6
- 2020 MR6
- 2020 MS6
- 2020 MT6
- 2020 MU6
- 2020 MV6
- 2020 MW6
- 2020 MX6
- 2020 MY6
- 2020 MA7
- 2020 MC7
- 2020 MD7
- 2020 ME7
- 2020 MF7
- 2020 MG7
- 2020 MH7
- 2020 ML7
- 2020 MM7
- 2020 MO7
- 2020 MP7
- 2020 MQ7
- 2020 MR7
- 2020 MS7
- 2020 MT7
- 2020 MV7
- 2020 MW7
- 2020 MX7
- 2020 MY7
- 2020 MZ7
- 2020 MD8
- 2020 ME8
- 2020 MF8
- 2020 MH8
- 2020 MJ8
- 2020 MK8
- 2020 ML8
- 2020 MM8
- 2020 MN8
- 2020 MP8
- 2020 MQ8
- 2020 MR8
- 2020 MS8
- 2020 MT8
- 2020 MU8
- 2020 MV8
- 2020 MY8
- 2020 MA9
- 2020 MB9
- 2020 MC9
- 2020 ME9
- 2020 MF9
- 2020 MG9
- 2020 MH9
- 2020 MK9
- 2020 ML9
- 2020 MM9
- 2020 MN9
- 2020 MO9
- 2020 MP9
- 2020 MQ9
- 2020 MR9
- 2020 MS9
- 2020 MT9
- 2020 MU9
- 2020 MV9
- 2020 MW9
- 2020 MA10
- 2020 ME10
- 2020 MF10
- 2020 MG10
- 2020 MH10
- 2020 MJ10
- 2020 MK10
- 2020 ML10
- 2020 MM10
- 2020 MN10
- 2020 MQ10
- 2020 MR10
- 2020 MS10
- 2020 MT10
- 2020 MU10
- 2020 MV10
- 2020 MW10
- 2020 MX10
- 2020 MY10
- 2020 MZ10
- 2020 MA11
- 2020 MB11
- 2020 MC11
- 2020 MD11
- 2020 MF11
- 2020 MG11
- 2020 MH11
- 2020 MJ11
- 2020 MK11
- 2020 ML11
- 2020 MM11
- 2020 MN11
- 2020 MO11
- 2020 MP11
- 2020 MQ11
- 2020 MR11
- 2020 MS11
- 2020 MT11
- 2020 MU11
- 2020 MV11
- 2020 MW11
- 2020 MX11
- 2020 MY11
- 2020 MZ11
- 2020 MA12
- 2020 MB12
- 2020 MC12
- 2020 MD12
- 2020 ME12
- 2020 MF12
- 2020 MG12
- 2020 MJ12
- 2020 MK12
- 2020 ML12
- 2020 MM12
- 2020 MN12
- 2020 MO12
- 2020 MP12
- 2020 MQ12
- 2020 MR12
- 2020 MS12
- 2020 MT12
- 2020 MU12
- 2020 MV12
- 2020 MW12
- 2020 MX12
- 2020 MY12
- 2020 MZ12
- 2020 MA13
- 2020 MB13
- 2020 MC13
- 2020 MD13
- 2020 ME13
- 2020 MF13
- 2020 MG13
- 2020 MH13
- 2020 MJ13
- 2020 MK13
- 2020 MM13
- 2020 MN13
- 2020 MO13
- 2020 MP13
- 2020 MQ13
- 2020 MR13
- 2020 MS13
- 2020 MT13
- 2020 MU13
- 2020 MV13
- 2020 MW13
- 2020 MX13
- 2020 MY13
- 2020 MZ13
- 2020 MA14
- 2020 MB14
- 2020 MC14
- 2020 MD14
- 2020 ME14
- 2020 MF14
- 2020 MG14
- 2020 MJ14
- 2020 MK14
- 2020 ML14
- 2020 MM14
- 2020 MN14
- 2020 MO14
- 2020 MP14
- 2020 MQ14
- 2020 MR14
- 2020 MS14
- 2020 MT14
- 2020 MU14
- 2020 MV14
- 2020 MW14
- 2020 MX14
- 2020 MY14
- 2020 MZ14
- 2020 MA15
- 2020 MB15
- 2020 MC15
- 2020 MD15
- 2020 ME15
- 2020 MF15
- 2020 MG15
- 2020 MH15
- 2020 MJ15
- 2020 MK15
- 2020 ML15
- 2020 MM15
- 2020 MO15
- 2020 MP15
- 2020 MQ15
- 2020 MR15
- 2020 MS15
- 2020 MT15
- 2020 MU15
- 2020 MV15
- 2020 MW15
- 2020 MX15
- 2020 MY15
- 2020 MZ15
- 2020 MA16
- 2020 MB16
- 2020 MC16
- 2020 MD16
- 2020 ME16
- 2020 MF16
- 2020 MG16
- 2020 MH16
- 2020 MJ16
- 2020 MK16
- 2020 ML16
- 2020 MM16
- 2020 MN16
- 2020 MO16
- 2020 MP16
- 2020 MQ16
- 2020 MR16
- 2020 MS16
- 2020 MT16
- 2020 MU16
- 2020 MV16
- 2020 MW16
- 2020 MX16
- 2020 MY16
- 2020 MZ16
- 2020 MA17
- 2020 MB17
- 2020 MC17
- 2020 MD17
- 2020 ME17
- 2020 MF17
- 2020 MG17
- 2020 MH17
- 2020 MJ17
- 2020 MM17
- 2020 MN17
- 2020 MP17
- 2020 MQ17
- 2020 MR17
- 2020 MS17
- 2020 MT17
- 2020 MU17
- 2020 MV17
- 2020 MW17
- 2020 MY17
- 2020 MZ17
- 2020 MA18
- 2020 MB18
- 2020 MD18
- 2020 ME18
- 2020 MF18
- 2020 MG18
- 2020 MH18
- 2020 MJ18
- 2020 MK18
- 2020 MM18
- 2020 MO18
- 2020 MP18
- 2020 MQ18
- 2020 MR18
- 2020 MT18
- 2020 MU18
- 2020 MW18
- 2020 MY18
- 2020 MZ18
- 2020 MA19
- 2020 MB19
- 2020 MD19
- 2020 ME19
- 2020 MF19
- 2020 MG19
- 2020 MH19
- 2020 MJ19
- 2020 MK19
- 2020 ML19
- 2020 MM19
- 2020 MN19
- 2020 MO19
- 2020 MP19
- 2020 MQ19
- 2020 MR19
- 2020 MS19
- 2020 MT19
- 2020 MU19
- 2020 MV19
- 2020 MW19
- 2020 MX19
- 2020 MY19
- 2020 MA20
- 2020 MB20
- 2020 MC20
- 2020 ME20
- 2020 MF20
- 2020 MG20
- 2020 MH20
- 2020 MJ20
- 2020 MK20
- 2020 ML20
- 2020 MM20
- 2020 MN20
- 2020 MO20
- 2020 MP20
- 2020 MQ20
- 2020 MR20
- 2020 MS20
- 2020 MT20
- 2020 MU20
- 2020 MV20
- 2020 MX20
- 2020 MY20
- 2020 MZ20
- 2020 MA21
- 2020 MB21
- 2020 MC21
- 2020 MD21
- 2020 ME21
- 2020 MF21
- 2020 MG21
- 2020 MH21
- 2020 MJ21
- 2020 MK21
- 2020 ML21
- 2020 MM21
- 2020 MN21
- 2020 MP21
- 2020 MQ21
- 2020 MR21
- 2020 MS21
- 2020 MT21
- 2020 MU21
- 2020 MV21
- 2020 MW21
- 2020 MY21
- 2020 MZ21
- 2020 MA22
- 2020 MB22
- 2020 MC22
- 2020 MD22
- 2020 ME22
- 2020 MG22
- 2020 MH22
- 2020 MK22
- 2020 ML22
- 2020 MM22
- 2020 MN22
- 2020 MO22
- 2020 MR22
- 2020 MS22
- 2020 MT22
- 2020 MU22
- 2020 MV22
- 2020 MW22
- 2020 MX22
- 2020 MY22
- 2020 MZ22
- 2020 MA23
- 2020 MB23
- 2020 MC23
- 2020 ME23
- 2020 MF23
- 2020 MJ23
- 2020 MK23
- 2020 ML23
- 2020 MM23
- 2020 MN23
- 2020 MP23
- 2020 MQ23
- 2020 MR23
- 2020 MS23
- 2020 MT23
- 2020 MV23
- 2020 MW23
- 2020 MX23
- 2020 MY23
- 2020 MZ23
- 2020 MA24
- 2020 MB24
- 2020 MC24
- 2020 MD24
- 2020 ME24
- 2020 MF24
- 2020 MG24
- 2020 MH24
- 2020 MJ24
- 2020 MK24
- 2020 ML24
- 2020 MM24
- 2020 MN24
- 2020 MO24
- 2020 MP24
- 2020 MQ24
- 2020 MR24
- 2020 MS24
- 2020 MT24
- 2020 MU24
- 2020 MV24
- 2020 MW24
- 2020 MX24
- 2020 MY24
- 2020 MZ24
- 2020 MA25
- 2020 MB25
- 2020 MC25
- 2020 MD25
- 2020 ME25
- 2020 MF25
- 2020 MG25
- 2020 MJ25
- 2020 MK25
- 2020 ML25
- 2020 MM25
- 2020 MN25
- 2020 MO25
- 2020 MP25
- 2020 MQ25
- 2020 MR25
- 2020 MS25
- 2020 MT25
- 2020 MU25
- 2020 MV25
- 2020 MW25
- 2020 MX25
- 2020 MY25
- 2020 MZ25
- 2020 MA26
- 2020 MB26
- 2020 MC26
- 2020 MD26
- 2020 ME26
- 2020 MF26
- 2020 MG26
- 2020 MH26
- 2020 MK26
- 2020 ML26
- 2020 MM26
- 2020 MN26
- 2020 MO26
- 2020 MP26
- 2020 MQ26
- 2020 MR26
- 2020 MS26
- 2020 MT26
- 2020 MU26
- 2020 MV26
- 2020 MW26
- 2020 MX26
- 2020 MY26
- 2020 MZ26
- 2020 MA27
- 2020 MB27
- 2020 MC27
- 2020 MD27
- 2020 ME27
- 2020 MF27
- 2020 MG27
- 2020 MH27
- 2020 MJ27
- 2020 MK27
- 2020 ML27
- 2020 MM27
- 2020 MN27
- 2020 MO27
- 2020 MP27
- 2020 MR27
- 2020 MS27
- 2020 MT27
- 2020 MU27
- 2020 MV27
- 2020 MW27
- 2020 MX27
- 2020 MY27
- 2020 MZ27
- 2020 MA28
- 2020 MB28
- 2020 MC28
- 2020 MD28
- 2020 ME28
- 2020 MF28
- 2020 MG28
- 2020 MH28
- 2020 MJ28
- 2020 MK28
- 2020 ML28
- 2020 MM28
- 2020 MN28
- 2020 MO28
- 2020 MP28
- 2020 MQ28
- 2020 MR28
- 2020 MS28
- 2020 MT28
- 2020 MU28
- 2020 MV28
- 2020 MW28
- 2020 MX28
- 2020 MY28
- 2020 MZ28
- 2020 MA29
- 2020 MB29
- 2020 MC29
- 2020 MD29
- 2020 ME29
- 2020 MF29
- 2020 MG29
- 2020 MH29
- 2020 MJ29
- 2020 MK29
- 2020 ML29
- 2020 MM29
- 2020 MN29
- 2020 MO29
- 2020 MQ29
- 2020 MR29
- 2020 MS29
- 2020 MT29
- 2020 MU29
- 2020 MV29
- 2020 MW29
- 2020 MX29
- 2020 MY29
- 2020 MZ29
- 2020 MB30
- 2020 MC30
- 2020 MD30
- 2020 ME30
- 2020 MF30
- 2020 MG30
- 2020 MH30
- 2020 MJ30
- 2020 MK30
- 2020 ML30
- 2020 MM30
- 2020 MN30
- 2020 MO30
- 2020 MP30
- 2020 MQ30
- 2020 MR30
- 2020 MS30
- 2020 MT30
- 2020 MU30
- 2020 MV30
- 2020 MW30
- 2020 MX30
- 2020 MY30
- 2020 MZ30
- 2020 MA31
- 2020 MB31
- 2020 MC31
- 2020 MD31
- 2020 ME31
- 2020 MF31
- 2020 MG31
- 2020 MH31
- 2020 MJ31
- 2020 MK31
- 2020 ML31
- 2020 MM31
- 2020 MN31
- 2020 MO31
- 2020 MP31
- 2020 MQ31
- 2020 MR31
- 2020 MS31
- 2020 MT31
- 2020 MU31
- 2020 MV31
- 2020 MW31
- 2020 MX31
- 2020 MY31
- 2020 MZ31
- 2020 MA32
- 2020 MB32
- 2020 MC32
- 2020 MD32
- 2020 MF32
- 2020 MG32
- 2020 MH32
- 2020 MJ32
- 2020 MK32
- 2020 ML32
- 2020 MM32
- 2020 MO32
- 2020 MP32
- 2020 MQ32
- 2020 MR32
- 2020 MS32
- 2020 MT32
- 2020 MU32
- 2020 MV32
- 2020 MW32
- 2020 MX32
- 2020 MZ32
- 2020 MA33
- 2020 MB33
- 2020 MC33
- 2020 MD33
- 2020 ME33
- 2020 MF33
- 2020 MH33
- 2020 MJ33
- 2020 MK33
- 2020 ML33
- 2020 MM33
- 2020 MN33
- 2020 MO33
- 2020 MP33
- 2020 MQ33
- 2020 MR33
- 2020 MS33
- 2020 MT33
- 2020 MU33
- 2020 MV33
- 2020 MW33
- 2020 MX33
- 2020 MZ33
- 2020 MA34
- 2020 MB34
- 2020 MC34
- 2020 MD34
- 2020 ME34
- 2020 MF34
- 2020 MG34
- 2020 MH34
- 2020 MJ34
- 2020 MK34
- 2020 ML34
- 2020 MM34
- 2020 MN34
- 2020 MP34
- 2020 MQ34
- 2020 MR34
- 2020 MS34
- 2020 MT34
- 2020 MU34
- 2020 MV34
- 2020 MW34
- 2020 MX34
- 2020 MY34
- 2020 MZ34
- 2020 MA35
- 2020 MB35
- 2020 MC35
- 2020 MD35
- 2020 ME35
- 2020 MF35
- 2020 MG35
- 2020 MH35
- 2020 MJ35
- 2020 MK35
- 2020 ML35
- 2020 MM35
- 2020 MN35
- 2020 MO35
- 2020 MP35
- 2020 MQ35
- 2020 MR35
- 2020 MT35
- 2020 MU35
- 2020 MV35
- 2020 MW35
- 2020 MX35
- 2020 MY35
- 2020 MZ35
- 2020 MA36
- 2020 MB36
- 2020 MD36
- 2020 ME36
- 2020 MG36
- 2020 MH36
- 2020 MJ36
- 2020 MK36
- 2020 ML36
- 2020 MM36
- 2020 MN36
- 2020 MO36
- 2020 MP36
- 2020 MQ36
- 2020 MR36
- 2020 MS36
- 2020 MT36
- 2020 MU36
- 2020 MV36
- 2020 MY36
- 2020 MZ36
- 2020 MA37
- 2020 MB37
- 2020 MC37
- 2020 MD37
- 2020 MF37
- 2020 MG37
- 2020 MJ37
- 2020 MM37
- 2020 MN37
- 2020 MO37
- 2020 MP37
- 2020 MQ37
- 2020 MR37
- 2020 MT37
- 2020 MW37
- 2020 MX37
- 2020 MZ37
- 2020 MA38
- 2020 MB38
- 2020 MD38
- 2020 ME38
- 2020 MF38
- 2020 MG38
- 2020 MH38
- 2020 MJ38
- 2020 MK38
- 2020 ML38
- 2020 MM38
- 2020 MN38
- 2020 MO38
- 2020 MP38
- 2020 MQ38
- 2020 MR38
- 2020 MS38
- 2020 MT38
- 2020 MU38
- 2020 MV38
- 2020 MW38
- 2020 MX38
- 2020 MY38
- 2020 MZ38
- 2020 MA39
- 2020 MB39
- 2020 MC39
- 2020 MD39
- 2020 ME39
- 2020 MF39
- 2020 MG39
- 2020 MH39
- 2020 MJ39
- 2020 MK39
- 2020 ML39
- 2020 MM39
- 2020 MN39
- 2020 MO39
- 2020 MP39
- 2020 MQ39
- 2020 MR39
- 2020 MS39
- 2020 MT39
- 2020 MU39
- 2020 MV39
- 2020 MW39
- 2020 MX39
- 2020 MY39
- 2020 MA40
- 2020 MB40
- 2020 MD40
- 2020 MF40
- 2020 MJ40
- 2020 MK40
- 2020 ML40
- 2020 MM40
- 2020 MN40
- 2020 MO40
- 2020 MP40
- 2020 MQ40
- 2020 MR40
- 2020 MT40
- 2020 MU40
- 2020 MW40
- 2020 MA41
- 2020 MB41
- 2020 MC41
- 2020 MD41
- 2020 ME41
- 2020 MF41
- 2020 MH41
- 2020 MJ41
- 2020 MK41
- 2020 ML41
- 2020 MM41
- 2020 MN41
- 2020 MO41
- 2020 MP41
- 2020 MR41
- 2020 MS41
- 2020 MT41
- 2020 MU41
- 2020 MW41
- 2020 MX41
- 2020 MY41
- 2020 MA42
- 2020 MB42
- 2020 MC42
- 2020 MD42
- 2020 ME42
- 2020 MF42
- 2020 MG42
- 2020 MH42
- 2020 MJ42
- 2020 MK42
- 2020 ML42
- 2020 MN42
- 2020 MP42
- 2020 MQ42
- 2020 MR42
- 2020 MS42
- 2020 MT42
- 2020 MU42
- 2020 MV42
- 2020 MW42
- 2020 MX42
- 2020 MY42
- 2020 MB43
- 2020 MC43
- 2020 MD43
- 2020 ME43
- 2020 MF43
- 2020 MG43
- 2020 MH43
- 2020 MJ43
- 2020 MK43
- 2020 ML43
- 2020 MM43
- 2020 MN43
- 2020 MO43
- 2020 MP43
- 2020 MQ43
- 2020 MS43
- 2020 MT43
- 2020 MU43
- 2020 MW43
- 2020 MY43
- 2020 MZ43
- 2020 MB44
- 2020 MC44
- 2020 MD44
- 2020 ME44
- 2020 MF44
- 2020 MG44
- 2020 MJ44
- 2020 MK44
- 2020 ML44
- 2020 MM44
- 2020 MN44
- 2020 MO44
- 2020 MP44
- 2020 MQ44
- 2020 MR44
- 2020 MS44
- 2020 MT44
- 2020 MU44
- 2020 MV44
- 2020 MW44
- 2020 MX44
- 2020 MY44
- 2020 MZ44
- 2020 MA45
- 2020 MC45
- 2020 MD45
- 2020 ME45
- 2020 MF45
- 2020 MG45
- 2020 MH45
- 2020 MJ45
- 2020 MK45
- 2020 ML45
- 2020 MM45
- 2020 MN45
- 2020 MO45
- 2020 MP45
- 2020 MQ45
- 2020 MR45
- 2020 MS45
- 2020 MT45
- 2020 MU45
- 2020 MV45
- 2020 MW45
- 2020 MX45
- 2020 MY45
- 2020 MZ45
- 2020 MA46
- 2020 MB46
- 2020 MD46
- 2020 ME46
- 2020 MF46
- 2020 MG46
- 2020 MH46
- 2020 MK46
- 2020 ML46
- 2020 MM46
- 2020 MO46
- 2020 MP46
- 2020 MQ46
- 2020 MR46
- 2020 MT46
- 2020 MU46
- 2020 MV46
- 2020 MW46
- 2020 MY46
- 2020 MA47
- 2020 MB47
- 2020 MC47
- 2020 MD47
- 2020 ME47
- 2020 MF47
- 2020 MG47
- 2020 MH47
- 2020 MJ47
- 2020 MK47
- 2020 ML47
- 2020 MM47
- 2020 MN47
- 2020 MO47
- 2020 MP47
- 2020 MQ47
- 2020 MR47
- 2020 MS47
- 2020 MT47
- 2020 MU47
- 2020 MV47
- 2020 MW47
- 2020 MX47
- 2020 MZ47
- 2020 MA48
- 2020 MB48
- 2020 MC48
- 2020 MD48
- 2020 ME48
- 2020 MF48
- 2020 MJ48
- 2020 MK48
- 2020 ML48
- 2020 MM48
- 2020 MN48
- 2020 MO48
- 2020 MP48
- 2020 MQ48
- 2020 MR48
- 2020 MS48
- 2020 MU48
- 2020 MV48
- 2020 MW48
- 2020 MX48
- 2020 MY48
- 2020 MZ48
- 2020 MA49
- 2020 MB49
- 2020 MC49
- 2020 MD49
- 2020 ME49
- 2020 MF49
- 2020 MG49
- 2020 MH49
- 2020 MJ49
- 2020 MK49
- 2020 ML49
- 2020 MM49
- 2020 MN49
- 2020 MO49
- 2020 MP49
- 2020 MQ49
- 2020 MR49
- 2020 MS49
- 2020 MT49
- 2020 MU49
- 2020 MV49
- 2020 MW49
- 2020 MX49
- 2020 MZ49
- 2020 MA50
- 2020 MB50
- 2020 MC50
- 2020 MD50
- 2020 ME50
- 2020 MF50
- 2020 MG50
- 2020 MJ50
- 2020 MK50
- 2020 ML50
- 2020 MM50
- 2020 MN50
- 2020 MO50
- 2020 MP50
- 2020 MQ50
- 2020 MR50
- 2020 MS50
- 2020 MT50
- 2020 MU50
- 2020 MX50
- 2020 MZ50
- 2020 MA51
- 2020 MB51
- 2020 ME51
- 2020 MF51
- 2020 MG51
- 2020 MH51
- 2020 MJ51
- 2020 MK51
- 2020 ML51
- 2020 MO51
- 2020 MP51
- 2020 MQ51
- 2020 MR51
- 2020 MS51
- 2020 MT51
- 2020 MU51
- 2020 MV51
- 2020 MW51
- 2020 MX51
- 2020 MY51
- 2020 MZ51
- 2020 MA52
- 2020 MB52
- 2020 MC52
- 2020 MD52
- 2020 ME52
- 2020 MF52
- 2020 MG52
- 2020 MH52
- 2020 MJ52
- 2020 MK52
- 2020 ML52
- 2020 MM52
- 2020 MN52
- 2020 MO52
- 2020 MP52
- 2020 MQ52
- 2020 MR52
- 2020 MS52
- 2020 MT52
- 2020 MU52
- 2020 MV52
- 2020 MW52
- 2020 MX52
- 2020 MY52
- 2020 MZ52
- 2020 MA53
- 2020 MB53
- 2020 MC53
- 2020 MD53
- 2020 ME53
- 2020 MF53
- 2020 MG53
- 2020 MH53
- 2020 MJ53
- 2020 MK53
- 2020 ML53
- 2020 MM53
- 2020 MN53
- 2020 MO53
- 2020 MP53
- 2020 MQ53
- 2020 MR53
- 2020 MS53
- 2020 MT53
- 2020 MU53
- 2020 MV53
- 2020 MW53
- 2020 MX53
- 2020 MY53
- 2020 MZ53
- 2020 MA54
- 2020 MB54
- 2020 MC54
- 2020 MD54
- 2020 ME54
- 2020 MF54
- 2020 MG54
- 2020 MH54
- 2020 MJ54
- 2020 MK54
- 2020 ML54
- 2020 MM54
- 2020 MN54
- 2020 MO54
- 2020 MP54
- 2020 MQ54
- 2020 MR54
- 2020 MS54
- 2020 MT54
- 2020 MU54
- 2020 MV54
- 2020 MW54
- 2020 MX54
- 2020 MY54
- 2020 MZ54
- 2020 MA55
- 2020 MB55
- 2020 MC55
- 2020 MD55
- 2020 ME55
- 2020 MF55
- 2020 MG55
- 2020 MH55
- 2020 MJ55
- 2020 MK55
- 2020 ML55
- 2020 MM55
- 2020 MN55
- 2020 MO55
- 2020 MP55
- 2020 MQ55
- 2020 MR55
- 2020 MS55
- 2020 MT55
- 2020 MU55
- 2020 MV55
- 2020 MW55
- 2020 MX55
- 2020 MY55
- 2020 MZ55
- 2020 MA56
- 2020 MB56
- 2020 MC56
- 2020 MD56
- 2020 ME56
- 2020 MF56
- 2020 MG56
- 2020 MH56
- 2020 MJ56
- 2020 MK56
- 2020 ML56
- 2020 MM56
- 2020 MN56
- 2020 MO56
- 2020 MP56
- 2020 MQ56
- 2020 MR56
- 2020 MS56
- 2020 MT56
- 2020 MU56
- 2020 MV56
- 2020 MW56
- 2020 MX56
- 2020 MY56
- 2020 MZ56
- 2020 MA57
- 2020 MB57
- 2020 MC57
- 2020 MD57
- 2020 ME57
- 2020 MF57
- 2020 MG57
- 2020 MH57
- 2020 MJ57
- 2020 MK57
- 2020 ML57
- 2020 MM57
- 2020 MN57
- 2020 MO57
- 2020 MP57
- 2020 MQ57
- 2020 MR57
- 2020 MS57
- 2020 MT57
- 2020 MU57
- 2020 MV57
- 2020 MX57
- 2020 MY57
- 2020 MZ57
- 2020 MA58
- 2020 MB58
- 2020 MC58
- 2020 MD58
- 2020 ME58
- 2020 MF58
- 2020 MG58
- 2020 MH58
- 2020 MJ58
- 2020 MK58
- 2020 ML58
- 2020 MM58
- 2020 MN58
- 2020 MO58
- 2020 MP58
- 2020 MQ58
- 2020 MR58
- 2020 MS58
- 2020 MT58
- 2020 MU58
- 2020 MV58
- 2020 MW58
- 2020 MX58
- 2020 MY58
- 2020 MZ58
- 2020 MA59
- 2020 MB59
- 2020 MC59
- 2020 MD59
- 2020 ME59
- 2020 MF59
- 2020 MG59
- 2020 MH59
- 2020 MJ59
- 2020 MK59
- 2020 ML59
- 2020 MM59
- 2020 MN59
- 2020 MO59
- 2020 MP59
- 2020 MQ59
- 2020 MR59
- 2020 MS59
- 2020 MT59
- 2020 MU59
- 2020 MV59
- 2020 MW59
- 2020 MX59
- 2020 MY59
- 2020 MZ59
- 2020 MA60
- 2020 MC60
- 2020 MD60
- 2020 ME60
- 2020 MF60
- 2020 MG60
- 2020 MH60
- 2020 MK60
- 2020 ML60
- 2020 MM60
- 2020 MN60
- 2020 MO60
- 2020 MP60
- 2020 MQ60
- 2020 MS60
- 2020 MT60
- 2020 MU60
- 2020 MV60
- 2020 MW60
- 2020 MX60
- 2020 MY60
- 2020 MZ60
- 2020 MA61
- 2020 MB61
- 2020 MC61
- 2020 MD61
- 2020 ME61
- 2020 MF61
- 2020 MG61
- 2020 MH61
- 2020 MJ61
- 2020 MK61
- 2020 ML61
- 2020 MM61
- 2020 MN61
- 2020 MO61
- 2020 MP61
- 2020 MQ61
- 2020 MR61
- 2020 MS61
- 2020 MT61
- 2020 MU61
- 2020 MV61
- 2020 MW61
- 2020 MX61
- 2020 MY61
- 2020 MZ61
- 2020 MA62
- 2020 MB62
- 2020 MC62
- 2020 MD62
- 2020 ME62
- 2020 MF62
- 2020 MG62
- 2020 MH62
- 2020 MJ62
- 2020 MK62
- 2020 ML62
- 2020 MM62
- 2020 MN62
- 2020 MO62
- 2020 MP62
- 2020 MQ62
- 2020 MR62
- 2020 MS62
- 2020 MT62
- 2020 MU62
- 2020 MV62
- 2020 MW62
- 2020 MX62
- 2020 MY62
- 2020 MZ62
- 2020 MA63
- 2020 MB63
- 2020 MC63
- 2020 MD63
- 2020 ME63
- 2020 MF63
- 2020 MG63
- 2020 MH63
- 2020 MJ63
- 2020 MK63
- 2020 ML63
- 2020 MM63
- 2020 MN63
- 2020 MO63
- 2020 MP63
- 2020 MQ63
- 2020 MR63
- 2020 MS63
- 2020 MT63
- 2020 MU63
- 2020 MV63
- 2020 MW63
- 2020 MX63
- 2020 MY63
- 2020 MZ63
- 2020 MA64
- 2020 MB64
- 2020 MC64
- 2020 MD64
- 2020 ME64
- 2020 MF64
- 2020 MG64
- 2020 MH64
- 2020 MJ64
- 2020 MK64
- 2020 ML64
- 2020 MM64
- 2020 MN64
- 2020 MO64
- 2020 MP64
- 2020 MQ64
- 2020 MR64
- 2020 MS64
- 2020 MT64
- 2020 MU64
- 2020 MV64
- 2020 MW64
- 2020 MX64